# Pattin
Pattin (también conocido como Pattina, Patina, Khattina o Unqi) fue un antiguo reino luvio-arameo que existió a comienzos del primer milenio a. C. En las fuentes asirias, este reino era referido como Unqi.
Se encontraba en la costa del noroeste de Siria antigua, asociada al moderno sandjak de Alejandreta. La capital del estado era Kinalua (Kunalua, Kalneh o Kinaluwa), que ha sido provisionalmente asociada con Tell Tayinat, en la moderna Turquía. Se conoce los nombres de algunos reyes, que eran luvitas y vasallos de los asirios: Lubarna, Sapalulme y Qalparunda.
El estado se formó en el siglo IX a. C. hacia el final de la época de la edad oscura y compartía la frontera del noroeste con el estado sirio-hitita de Quwê. Khazazu (actual Azaz) fue una de las regiones de Pattin que fue invadida por los asirios alrededor de 870 a. C.También fue arrasada la fortaleza fronteriza de Aribua (asociada con la región  moderna de Idlib) en tierras de Luhuti, inmediatamente al sur de Pattin.